# Ana Lily Amirpour
Ana Lily Amirpour (persa: آنا لیلی امیرپور; Margate, Reino Unido, 26 de noviembre de 1980) es una directora de cine, guionista, productora y actriz iraní-estadounidense nacida en Reino Unido. Es conocida por sus películas Una chica vuelve a casa sola de noche (2014) —basada en un cortometraje homónimo que escribió y dirigió, premiado al Mejor Cortometraje en el Festival de Cine Noor de Irán 2012— y The Bad Batch (2016).

## Obra

### Filmografía
| Año  | Filme                                 | Director | Guionista | Actor | Rol                |
| ---- | ------------------------------------- | -------- | --------- | ----- | ------------------ |
| 2012 | The Garlock Incident                  |          | Sí        | Sí    | Lily               |
| 2014 | Una chica vuelve a casa sola de noche | Sí       | Sí        | Sí    | Skeleton Partygirl |
| 2016 | The Bad Batch                         | Sí       | Sí        |       |                    |

### Cortos
| Año  | Filme                            |
| ---- | -------------------------------- |
| 2009 | Six and a Half                   |
| 2010 | True Love                        |
| 2010 | Ketab                            |
| 2011 | Pashmaloo                        |
| 2011 | A Girl Walks Home Alone at Night |
| 2012 | A Little Suicide                 |

### Videos musicales
| Año  | Tema  | Músico                 |
| ---- | ----- | ---------------------- |
| 2009 | "You" | Juanita and the Rabbit |

| Año  | Tema       | Músico             |
| ---- | ---------- | ------------------ |
| 2022 | "Sueltame" | Christina Aguilera |

## Premios y distinciones
Festival Internacional de Cine de Venecia
| Año  | Categoría                  | Película      | Resultado |
| ---- | -------------------------- | ------------- | --------- |
| 2016 | Premio Especial del Jurado | The Bad Batch | Ganador   |